# Herrsching am Ammersee
Herrsching am Ammersee település Németországban, azon belül Bajorországban. Lakosainak száma 11 045 fő (2023. december 31.). Herrsching am Ammersee Andechs, Inning am Ammersee és Seefeld községekkel határos.

## Népesség
A település népessége az elmúlt években az alábbi módon változott:
| Lakosok száma | 357  | 4229 | 6229 | 7898 | 10 146 | 10 206 | 10 519 | 10 577 | 10 843 | 11 045 |
|               | 1875 | 1950 | 1975 | 1987 | 2012   | 2014   | 2016   | 2017   | 2021   | 2023   |

## Fekvése
Starnbergtől nyugatra, az Ammersee keleti partvidékén fekvő település.

## Közlekedés

### Vasút
München irányából megközelíthető a München–Herrsching-vasútvonalon. A Müncheni S-Bahn szerelvényei 10-20 percenként közlekednek. Herrshing vasútállomása fejállomás.